# Collegio plurinominale Toscana - 01 (Camera dei deputati 2020)
Il collegio elettorale plurinominale Toscana - 01 è un collegio elettorale plurinominale della Repubblica italiana per l'elezione della Camera dei deputati.

## Territorio
Come previsto dalla legge n. 51 del 27 maggio 2019, il collegio è stato definito tramite decreto legislativo all'interno della circoscrizione Toscana.
Il collegio comprende la zona definita dai tre collegi uninominali Toscana - 02 (Massa), Toscana - 03 (Lucca) e Toscana - 06 (Prato) quindi tutto il territorio delle province di Massa-Carrara, di Lucca, di Pistoia e di Prato e la parte settentrionale della città metropolitana di Firenze.

## XIX legislatura

### Risultati elettorali
|                               | Fratelli d'Italia                                       | 169 701 | 28,76 | 2 | 257 153 | 43,59 | 3 |  |  |
|                               | Lega per Salvini Premier                                | 42 902  | 7,27  | 1 | 257 153 | 43,59 | 3 |  |  |
|                               | Forza Italia                                            | 41 406  | 7,02  | 1 | 257 153 | 43,59 | 3 |  |  |
|                               | Noi Moderati                                            | 3 144   | 0,53  | – | 257 153 | 43,59 | 3 |  |  |
|                               | Partito Democratico - Italia Democratica e Progressista | 135 032 | 22,89 | 1 | 177 829 | 30,14 | – |  |  |
|                               | Alleanza Verdi e Sinistra                               | 24 525  | 4,16  | – | 177 829 | 30,14 | – |  |  |
|                               | +Europa                                                 | 15 733  | 2,67  | – | 177 829 | 30,14 | – |  |  |
|                               | Impegno Civico – Centro Democratico                     | 2 539   | 0,43  | – | 177 829 | 30,14 | – |  |  |
|                               | Movimento 5 Stelle                                      | 64 365  | 10,91 | – | 64 365  | 10,91 | – |  |  |
|                               | Azione - Italia Viva                                    | 54 604  | 9,26  | – | 54 604  | 9,26  | – |  |  |
|                               | Unione Popolare                                         | 12 453  | 2,11  | – | 12 453  | 2,11  | – |  |  |
|                               | Italexit                                                | 10 502  | 1,78  | – | 10 502  | 1,78  | – |  |  |
|                               | Italia Sovrana e Popolare                               | 8 790   | 1,49  | – | 8 790   | 1,49  | – |  |  |
|                               | Vita                                                    | 4 290   | 0,73  | – | 4 290   | 0,73  | – |  |  |
| Totale                        | Totale                                                  | 589 986 | 100   | 5 | 589 986 | 100   | 3 |  |  |
|                               |                                                         |         |       |   |         |       |   |  |  |
| Voti non validi               | Voti non validi                                         | 27 521  | 4,46  |   |         |       |   |  |  |
| Votanti                       | Votanti                                                 | 617 507 | 68,03 |   |         |       |   |  |  |
| Elettori                      | Elettori                                                | 907 659 |       |   |         |       |   |  |  |
|                               |                                                         |         |       |   |         |       |   |  |  |
| Data: 25 settembre 2022       |                                                         |         |       |   |         |       |   |  |  |
| Fonte: Ministero dell'interno |                                                         |         |       |   |         |       |   |  |  |

### Eletti

#### Eletti nei collegi uninominali
Eletti nella coalizione di centro-destra (FdI - Lega - FI - NM)
| Collegio uninominale | Eletto | Eletto           | Partito           |
| -------------------- | ------ | ---------------- | ----------------- |
| 2. Massa             |        | Elisa Montemagni | Lega              |
| 3. Lucca             |        | Riccardo Zucconi | Fratelli d'Italia |
| 6. Prato             |        | Erica Mazzetti   | Forza Italia      |

#### Eletti nella quota proporzionale
| Fratelli d'Italia                  | Partito Democratico-IDP | Lega             | Forza Italia      |
| ---------------------------------- | ----------------------- | ---------------- | ----------------- |
|                                    |                         |                  |                   |
| Alessandro Amorese Chiara La Porta | Marco Furfaro           | Andrea Barabotti | Deborah Bergamini |